# Nina Companeez
Nina Companeez, född Nina Hélène Kompaneyetz den 26 augusti 1937 i Boulogne-Billancourt, död 9 april 2015 i Paris, var en fransk manusförfattare och filmregissör. Hon var dotter till manusförfattaren Jacques Companeez.

## Filmmanus
- 1961 -  Ce soir ou jamais
- 1966 -  Martin Soldat
- 1968 -  Å ett sånt härligt sex
- 1972 -  Faustine et le bel été
- 1979 -  Kustens döttrar
- 1995 -  Le Hussard sur le toit
- 2001 - Picknick med Osiris

## Regi i urval
- 1972 -  Faustine et le bel été
- 1977 -  Tom et Julie
- 1979 -  Kustens döttrar
- 1994 -  Je t'aime quand même
- 2002 - La Chanson du maçon